# 낙동강 벨트

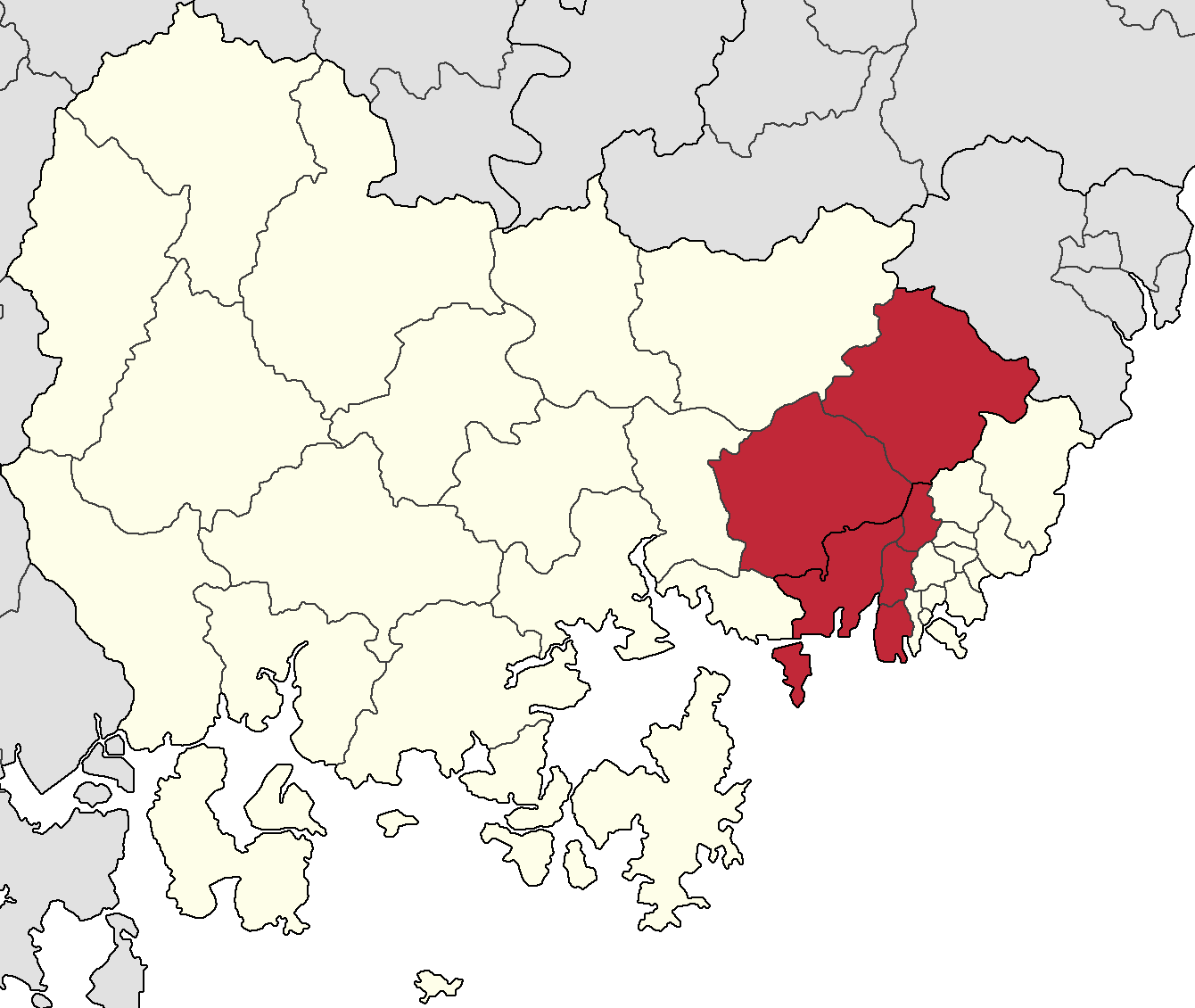
낙동강 벨트

낙동강 벨트(洛東江 + Belt)란 부산광역시 북구, 사상구, 사하구, 강서구와 경상남도 김해시 , 양산시 등 낙동강 하구 지역에 위치한 지역으로 영남 지역이지만 다른 곳에 비해 민주당계 정당의 지지세가 상대적으로 높은 지역을 말한다. 낙동강을 끼고 있다는 공통점 때문에 '낙동강 벨트'라는 이름이 붙었다. 이 낙동강 벨트에 속하는 지역구는 부산광역시 북구 갑, 북구 을, 강서구, 사상구, 사하구 갑, 사하구 을과 경상남도 김해시 갑, 김해시 을, 양산시 갑, 양산시 을까지 총 10석이 있다.

## 성향
민주 정당 지지세가 다른 영남권에 비해 강한 지역인데 세부적으로 따지면 그 중에서도 친노, 친문 계파를 지지하는 성향이 강한 편이다. 이는 민주당계 정당 텃밭인 호남 지역과 비교되는 차이점으로, 낙동강 벨트에서 동교동계의 지지세는 일관적으로 꽤 낮은 편이었다. 실제로 김대중 전 대통령이나 정동영, 그리고 동교동계와 연합했던 제19대 대통령 선거 때의 안철수 후보 모두 낙동강 벨트에선 고작 15% 정도 득표에 그쳐 기타 전국 주요 지역들보다 오히려 낮은 편이었다. 반면에 노무현 대통령의 경우는 대한민국 제16대 대통령 선거 당시 낙동강 벨트 지역에서 총 34.3% 득표율을 올려 부산, 경남 지역 평균 득표율인 28.6%보다 약 6% 더 높은 득표율을 올렸다. 문재인 대통령 역시 대한민국 제18대 대통령 선거 당시 낙동강 벨트 지역에서 총 43.5% 득표율을 기록하여 부산광역시 전역에서 기록한 득표율인 39.9%보다 4%가량 더 높았고 경상남도 전역에서 기록한 득표율인 36.3%보다 약 7% 정도 더 높았다. 대한민국 제19대 대통령 선거 때엔 문재인 대통령이 낙동강 벨트 전역에서 42.7% 득표율을 기록하며 1위를 차지했다.
이렇게 된 이유는 바로 노무현, 문재인 대통령이 모두 이곳이 고향이기 때문이다. 노무현 대통령은 경상남도 김해시 진영읍 출신이었고 지역주의 타파를 위해 부산광역시 북구·강서구 을 선거구에 출마했다가 낙선하면서 전국적으로 알려져 대권 주자로 발돋움했고 끝내 대통령의 자리에 올랐다. 문재인 대통령은 경상남도 거제시 출신이지만 부산에서 성장했고 부산광역시 사상구에서 국회의원으로 당선되며 정치를 시작했다. 즉, 두 사람 모두 이 낙동강 벨트 지역과 인연이 있었던 인물인 것이다. 그 덕분에 호남 지역과 달리 이곳은 친노-친문 계파 지지세가 더 강한 지역이 되었다.

## 상세
이 낙동강 벨트 지역의 공통점은 대체로 공단이 많고 (녹산, 사상, 김해, 양산) 양산신도시, 장유, 화명동, 다대동, 엄궁동, 명지오션시티 등 신도시가 많아서 상대적으로 젊은층과 외지인의 비율이 높다는 것이다. 또 상대적으로 부촌이 드물다는 것도 공통점이다. 대개 부산의 부촌들은 해운대구의 센텀시티, 마린시티 등과 같이 동부산권에 많이 위치하고 있어 상대적으로 서부산권 사람들은 박탈감을 느끼는 경우가 많았다. 그런데 보수 정당 출신 허남식 전 부산시장의 경우 임기 중에 해운대구 등 동부산권에 더욱더 편향적인 발전 정책을 편 탓에 서부산권에서 더욱 민주당 지지세가 강해지게 되었다. 그리고 앞서 말했듯이 노무현 대통령과 문재인 대통령 모두 대권을 잡기 이전에 이곳에서 정치를 시작했기에 그 인연으로 친노-친문 성향 민주당 지지세가 더욱 높아졌다.

## 역사
본래 부산광역시와 동부 경남 지역은 부울경 지역 정치의 대부였던 김영삼 전 대통령의 영향으로 인해 상도동계 민주당 즉, 통일민주당의 텃밭이었던 곳이었다. 그러나 1990년에 있었던 3당 합당으로 인해 민주자유당이 출범하면서 그에 따라 이 지역도 보수 정당의 텃밭이 되었다. 거기다 영호남 간 지역갈등도 한몫해서 김대중 전 대통령이 중심이 된 동교동계 민주당은 '호남당'으로 인식되었다. 그 덕분에 3당 합당 이후 2000년에 있었던 대한민국 제16대 국회의원 선거까지 부산과 경남에선 민주당이 단 1석도 획득하지 못했다. 그런데 2002년 대한민국 제16대 대통령 선거 당시 새천년민주당 대선 후보로 당 내 비주류 영남 인사였던 노무현이 출마하면서 변화가 일어났다. 물론 그 당시 영남 지역은 한나라당의 텃밭이었기 때문에 당연히 영남 전 지역은 이회창 한나라당 대선 후보가 1위를 차지했다.
그런데 대한민국 제15대 대통령 선거 당시 김대중 대통령은 부산에서 15.28%, 경남에서 11.04% 득표에 그쳤지만 대한민국 제16대 대통령 선거 당시 노무현 대통령은 부산에서 29.85%, 경남에서 27.08%를 득표해 김대중 대통령보다 2배나 더 많은 득표를 했다. 또 그 중에서도 낙동강을 낀 지역에서 득표율이 특히 높게 나온 것이 발견되었다. 부산의 경우는 사상구(34.31%)>강서구(34.28%)>북구(33.78%)>영도구(32.91%)>사하구(30.66%)=기장군(30.66%)>해운대구(30.42%) 순으로 득표율이 나타났고 이 지역에서 모두 30% 이상의 득표율을 올렸다. 이 중 영도구, 기장군, 해운대구 3곳을 제외한 나머지 지역은 모두 낙동강을 끼고 있는 지역이란 공통점을 가지고 있다. 경남의 경우 김해시(39.7%)>양산시(31.95%)>거제시(30.37%) 순으로 득표율이 나타났는데 이 3곳에서만 30% 이상의 득표율을 올렸다. 이 중 거제시를 제외한 나머지 2곳은 역시 모두 낙동강을 끼고 있는 지역이다. 그래서 이 당시 노무현 대통령이 영남권을 통틀어 비교적 지지율이 높게 나온 지역이 모두 낙동강을 끼고 있는 지역이란 공통점에 착안해 '낙동강 벨트'라는 용어가 만들어졌고 이 지역을 중심으로 영남 진출을 모색하게 된다.
그리고 2년 후에 치러진 대한민국 제17대 국회의원 선거 당시 노무현 대통령 탄핵 소추 사태 역풍의 수혜를 받아 열린우리당이 152석 단독 과반을 확보하는 압승을 거두었지만 영남에서는 성적이 좋지 못해 단 4석을 확보하는데 그쳤다. 부산광역시의 경우 사하구 을에서 조경태가 당선되었고, 경상남도의 경우 김해시 갑에서 김맹곤이 또 김해시 을에서 최철국이 당선되었다. 마지막으로 울산광역시도 울주군에서 강길부가 당선되었다. 이 중 울산 울주군을 뺀 나머지 3곳은 역시 낙동강을 끼고 있는 낙동강 벨트 지역이었다. 민주 정당이 3당 합당 이후 영남 지역에서 의석을 확보한 것은 무려 14년 만의 일이었는데 그 결실이 처음 맺어진 것이 바로 이 낙동강 벨트였다. 그러나 이후 2007년의 대한민국 제17대 대통령 선거에선 참여정부의 갖가지 실정도 있었던 데다 전라북도 순창군 출신의 정동영이 대통합민주신당 대선 후보로 출마하자 지역 감정도 한몫 거들어서 그 때는 낙동강 벨트 지역도 다른 영남 지역과 마찬가지로 15% 내외의 득표율을 거두는데 그쳤다. 하지만 2008년에 치른 대한민국 제18대 국회의원 선거 때엔 당시 통합민주당이 전국을 통틀어 불과 81석밖에 얻지 못하는 대참사를 겪었음에도 불구하고 부산광역시 사하구 을의 조경태와 경상남도 김해시 을의 최철국이 각각 재선에 성공하면서 한나라당의 영남 싹쓸이를 막아내는데 성공했다. 이 2곳이 당시 통합민주당이 영남에서 건진 유이한 의석인데 모두 낙동강 벨트에 속한 지역이다.
이후 2년이 지나 제5회 전국동시지방선거 때 부산광역시장 선거에서 민주당 김정길 후보가 현직 시장인 한나라당 허남식 후보를 상대로 선전한 끝에 44.57% : 55.42%로 득표율 10.85%, 득표 수 15만 942표 차로 석패했는데 이 선거에서도 김정길 후보는 낙동강을 낀 서부산 지역에서 높은 득표율을 올렸다. 김정길 후보는 사상구(48.54%)>북구(48.04%)>강서구(47.12%)>영도구(47.05%)>해운대구(45.24%) 순으로 가장 높은 득표율을 올렸는데 역시 상위 3개 구에 낙동강 벨트 지역인 사상구, 북구, 강서구가 포진해 있었다. 같은 날 무소속으로 경상남도지사 선거에 출마한 김두관 후보 역시 낙동강 벨트 지역이자 노무현 대통령의 고향인 김해시에서 무려 61.88%나 되는 득표율을 기록하여 가장 높은 득표율을 기록했다. 다만 이 때 양산시의 득표율은 52.8%로 김두관 후보가 승리하긴 했지만 하동군, 창원시, 진주시 등보다도 낮았다.
이후 2012년 대한민국 제19대 국회의원 선거에서 노무현 대통령의 친구 문재인 대통령이 본격적으로 정계에 입문해 첫 선거를 치렀다. 이 때 민주통합당은 영남권 전역을 통틀어 단 3석을 획득하는데 그쳤는데 그 때 당선된 인물은 부산 사상구의 문재인, 사하구 을의 조경태, 경남 김해시 갑의 민홍철이었다. 이 3곳 또한 모두 낙동강 벨트에 속한 지역이었다. 이외에도 비록 획득에는 실패했으나 북구·강서구 갑에 출마한 전재수 후보가 47.6%를 득표해 새누리당 박민식 후보에게 4.79% 차로 석패했고 북구·강서구 을에 출마한 문성근 후보가 45.15% 득표율을 기록하며 새누리당 김도읍 후보에게 7.9% 차 석패를 기록했다. 또 사하구 갑에서도 최인호 후보가 41.61% 득표율로 새누리당 문대성 후보와 3.53% 차 접전을 벌이며 선전하는 모습을 보이기도 했다. 참고로 이 세 사람이 기록한 득표율은 그 당시까지 민주당 출신 후보가 기록한 최고 득표율이었고 북구·강서구 을의 경우는 2020년까지도 문성근의 기록이 최고 기록이다. 김해시 을에서도 김경수 후보가 비록 낙선했으나 47.88%를 득표해 새누리당 김태호 후보와 4.23% 차 접전을 벌였고 양산시에서도 송인배 후보가 비록 낙선했으나 47.69%를 득표해 새누리당 윤영석 후보와 4.61% 차 접전을 벌이며 선전했다.
같은 해 치러진 대한민국 제18대 대통령 선거에선 비록 새누리당 박근혜 후보가 영남 전 지역에서 1위를 차지했지만 문재인 대통령도 부울경 지역에서 3당 합당 이후 최초로 40%에 육박하는 득표율을 기록하며 선전했다. 부산에선 39.87% 득표율을 기록하며 노무현 대통령보다 10% 이상 더 높은 득표율을 기록했고 경남에서도 36.33% 득표율을 기록하며 노무현 대통령보다 9% 더 높은 득표율을 기록했다. 그런데 이번에도 낙동강 벨트 지역에서 특히 득표율이 더 높게 나왔다. 부산의 경우 사상구(43.89%)>북구(42.72%)>사하구(41.39%)>영도구(40.84%)>부산진구(40.38%)>강서구(40.05%) 순으로 높은 득표율을 기록했는데 이 6곳에서만 40% 이상의 득표율을 기록했고 이 중 영도구와 부산진구를 빼면 나머지 4곳 모두 역시 낙동강 벨트 지역이었다. 경남의 경우 김해시(47.49%)>창원시 성산구(44.77%)>거제시(44.06%)>양산시(40.76%) 순으로 득표율을 높게 기록했는데 이 4곳에서만 40% 이상의 득표율을 기록했다. 이 중 창원시 성산구와 거제시를 빼면 나머지 2곳 모두 역시 낙동강 벨트 지역이었다. 특히 이 중 김해시에서는 비록 박근혜가 이기긴 했지만 52.17% : 47.49%로 불과 4.68% 차 접전을 펼쳤다. 1990년 3당 합당 이후 22년 동안 치러진 대선을 통틀어 경남 그 어느 지역을 막론하고 민주 정당 후보가 보수 정당 후보를 상대로 한 자리 수% 차로 추격한 것 자체도 그 때가 처음이었다. 김해시 이외에 울산광역시 북구에서도 비록 박근혜가 이기긴 했지만 53.76% : 45.75%로 불과 8.01% 차밖에 안 났다. 이 두 곳이 그 당시 영남 지역에서 문재인 후보가 박근혜를 상대로 한 자리 수% 차까지 추격한 유이한 곳이었다. 다만 울산 북구 지역은 낙동강 벨트에 속하지는 않는 곳이고 본래 이곳은 민주 정당보다는 민주노동당 같은 진보 정당이 더 강세를 보이는 지역이었다.
2014년 제6회 전국동시지방선거 때엔 부산광역시장 선거에서 야권 단일 후보로 출마한 무소속 오거돈 후보가 새누리당 서병수 후보를 상대로 49.34% : 50.65%로 불과 1.31% 차 석패를 했는데 이 때도 오거돈 후보는 낙동강 벨트 지역에서 승리했다. 경상남도지사 선거 역시 새정치민주연합 김경수 후보가 김해시와 창원시 성산구 두 곳에서 새누리당 홍준표 후보를 상대로 승리를 기록했다.
2016년 대한민국 제20대 국회의원 선거에선 이 낙동강 벨트를 바탕으로 더불어민주당이 영남권 대약진에 성공했다. 부산광역시의 경우 낙동강 벨트 지역인 북구·강서구 갑에서 전재수 후보가 당선되었고 사하구 갑에서 최인호 후보가 당선되었다. 뒤이어 중부산권으로 약진하는데 성공해 부산진구 갑에서 김영춘 후보가 당선되었고, 연제구에서 김해영 후보가 당선되었으며, 마지막으로 남구 을에서 박재호 후보가 당선되어 총 5석을 획득하는 성과를 올렸다. 경상남도의 경우 김해시 갑에서 민홍철 후보가 재선에 성공했고 김해시 을에서도 김경수 후보가 당선되었다. 또 종전까진 김해시에만 의석이 국한되어 있었으나 최초로 양산시로 진출하는 데 성공해 양산시 을에서 서형수 후보가 당선되어 의석을 획득하는데 성공했다. 다만 양산시 갑에선 송인배 후보가 국민의당 후보와의 표 분산으로 인해 새누리당 윤영석 후보에게 4.8% 차로 석패하며 획득에 실패했다. 낙동강 벨트 지역 9석 중 부산 북구·강서구 갑, 사하구 갑과 경남 김해시 갑, 김해시 을, 양산시 을까지 총 5석을 획득하고 그를 바탕으로 중부산권까지 진출에 성공하였으며 보수의 심장이라는 대구에도 진출에 성공해 수성구 갑에서 김부겸 의원이 소선거구제 전환 이후 처음으로 대구광역시에서 당선된 민주당 국회의원이 되었다. 사하구 을 현역 국회의원이었던 조경태가 새누리당으로 이적해 위기감이 감지되었으나 오히려 7석을 더 획득한 것이다.
2017년 대한민국 제19대 대통령 선거는 박근혜-최순실 게이트의 여파로 인해 박근혜가 파면되면서 치러진 선거였는데 이 때 문재인 대통령이 3당 합당 이후 최초로 부산광역시에서 1위를 차지했고 또 민주당 대선 후보로선 최초로 울산광역시에서도 1위를 차지했으며 경상남도에선 홍준표 후보와 접전 끝에 0.5% 차로 석패했다. 부산광역시에선 문재인 대통령이 16개 구, 군 중 서구, 동구, 중구 단 3곳을 제외한 나머지 13개 구, 군에서 모두 1위를 차지했다. 세부적으로 살펴보면 문재인 대통령은 강서구(45%)>기장군(41.9%)>사상구(41.38%)>북구(41.22%)>사하구(39.09%) 순으로 가장 높은 득표율 기록했는데 기장군을 뺀 나머지 4곳은 역시 낙동강 벨트 지역이었다. 경상남도에선 문재인 대통령이 비록 0.5% 차로 석패했지만 김해시, 양산시, 거제시, 창원시 의창구, 창원시 성산구, 창원시 진해구에선 모두 1위를 차지했다. 3당 합당 이후 민주당 대선 후보가 영남에서 1위를 차지한 것 자체가 27년 만의 일이었다. 세부적으로 살펴보면 문재인 대통령은 김해시(46.7%)>거제시(45.71%)>양산시(41.94%)>창원시 성산구(41.74%)>창원시 의창구(37.22%)>창원시 진해구(36.11%) 순으로 높은 득표율을 기록했는데 역시 1위와 3위에 낙동강 벨트 지역인 김해시와 양산시가 포함되어 있다.
다음 해인 2018년에 치러진 제7회 전국동시지방선거에선 당시 하늘을 찔렀던 문재인 대통령과 더불어민주당의 지지율에 힘입어 부산광역시장에 더불어민주당 오거돈 후보가 울산광역시장에도 더불어민주당 송철호 후보, 경상남도지사에도 더불어민주당 김경수 후보가 당선되었다. 이 중 오거돈 후보는 역시 낙동강 벨트 지역인 강서구에서 59.23%로 최고 득표율을 기록했고 김경수 후보 역시 낙동강 벨트 지역인 김해시에서 65.02%로 최고 득표율을 기록했다. 아울러 기초자치단체장에서도 부산의 경우 서구, 수영구, 기장군을 제외한 13곳에서 더불어민주당 후보들이 당선되었고 경남에서도 동부 경남 지역에서 더불어민주당 후보들이 대거 당선되었다. 같은 날 치러진 2018년 대한민국 재보궐선거에선 기존에 차지했던 지역구인 경남 김해시 을에서 김정호 후보가 무려 63.01%의 득표율을 기록해 김경수 의원이 기록한 영남 지역 최고 득표율을 갱신하고 당선되며 지역구를 수성하고 아울러 부산 해운대구 을에서 윤준호 후보가 당선되며 동부산권 진출에도 성공했다. 그리고 울산 북구에서도 이상헌 후보가 당선되어 울산광역시로의 진출에도 성공했다.
그러나 2019년 이후 부울경 지역에서 문 대통령의 지지율과 더불어민주당의 지지율이 동반으로 하락세를 타면서 다시 전망이 어두워지기 시작했다. 특히 전국 광역자치단체장 직무수행평가에서 3명 모두 최하위권을 벗어나지 못할 정도로 고전했다. 결국 2020년 대한민국 제21대 국회의원 선거에서 더불어민주당은 부산에서 부산진구 갑, 연제구, 해운대구 을까지 3석을 상실했고 대구에서도 수성구 갑과 북구 을 2석을 모두 상실했다. 그러나 그런 와중에도 낙동강 벨트 방어선은 건재했다. 더불어민주당은 지난 총선에서 획득한 부산 북구·강서구 갑, 사하구 갑과 경남 김해시 갑, 김해시 을, 양산시 을까지 낙동강 벨트 지역 5석을 모두 수성하는데 성공했다. 그리고 사상구의 배재정 후보와 북구·강서구 을의 최지은 후보는 모두 낙선했지만 한 자리 수% 차 접전을 벌였다. 낙동강 벨트 이외 지역에선 다소 부진했지만 부산 남구 을에서 박재호 의원과 울산 북구에서 이상헌 의원이 재선에 성공해 중부산 진출 교두보와 울산 진출 교두보는 지켰고 경남에서도 창원시 진해구에 출마한 황기철 후보가 1.36% 차로 석패하였다.
2021년 대한민국 재보궐선거의 부산광역시장을 뽑는 선거에서는 국민의힘 박형준 후보가 부산광역시 전 지역에서 승리를 거두었으며 낙동강 벨트로 여겨지던 강서구, 사하구, 사상구, 북구 등지에서 모두 과반이 넘는 득표율을 올리는데 성공하면서 보수쪽으로 기울게 되었다.
2022년에 치러진 대한민국 제20대 대통령 선거에서 낙동강 벨트에 해당하는 부산 북구, 사상구, 사하구, 부산 강서구, 양산시, 김해시 등지에서 보수정당 후보인 국민의힘 윤석열 후보가 모두 승리를 거두긴 했지만 더불어민주당 이재명 후보도 40% 이상의 득표를 올리며 크게 선전했다. 이재명 후보는 부산광역시에서 강서구(42.92%)>영도구(41.61%)>기장군(40.79%)>사하구(40.23%)>사상구(40.09%) 순으로 높은 득표를 했는데 역시 영도구와 기장군을 뺀 나머지 3곳은 모두 낙동강 벨트 지역이었다. 경상남도에서도 김해시(46.23%)>거제시(44.69%)>양산시(42.18%)를 득표해 역시 낙동강 벨트 지역에서 높은 득표를 했다. 하지만 민주당계 정당 우세지역인 김해시 지역은 3.1%의 접전을 펼치긴 했으나 윤석열 후보의 손을 들어주었다.

## 낙동강 벨트로 보는 지역
- 부산광역시
  - 북구 : 16대 대선 때 노무현 대통령이 이곳에서 30% 이상의 득표율을 기록했으며 18, 19대 대선에서도 문재인 대통령이 40% 이상의 득표율을 기록했다. 이 지역의 지역구인 북구·강서구 갑에서[15] 더불어민주당 전재수 의원이 20대 총선에서 처음 당선된 후 21대 총선에서도 재선에 성공했다. 7회 지선에서도 더불어민주당 정명희 후보가 구청장에 당선되었다.
  - 강서구 : 16대 대선 때 노무현 대통령이 이곳에서 30% 이상의 득표율을 기록했으며 18, 19대 대선에서도 문재인 대통령이 40% 이상의 득표율을 기록했다. 특히 19대 대선 때엔 문재인 대통령이 45% 득표율을 기록해 부산 전역을 통틀어 최고 득표율을 기록했다. 이것은 1990년 3당 합당 이후 민주 정당 소속 후보가 대선에서 기록한 부산 지역 최고 득표율이었다. 7회 지선 때에도 더불어민주당 노기태 후보가 구청장에 당선되었으며 오거돈 부산시장 후보가 여기서 최고 득표율을 기록했다. 다만 총선의 경우 이 지역의 지역구인 북구·강서구 을[16]은 일찍이 노무현 대통령이 도전했던 곳이었건만 아직 민주당 후보가 당선된 예는 없다.
  - 사상구 : 16대 대선 때 노무현 대통령이 이곳에서 30% 이상의 득표율을 기록했으며 18, 19대 대선에서도 문재인 대통령이 40% 이상의 득표율을 기록했다. 특히 16대 대선 때엔 노무현 대통령이 34.3% 득표율을 기록했고 18대 대선 때엔 문재인 후보가 43.9% 득표율을 기록해 각각 부산 전역을 통틀어 최고 득표율을 기록했다. 19대 총선 때엔 이 곳에서 문재인 대통령이 국회의원으로 당선되었다. 이후에도 배재정 후보가 2연속으로 한 자리 수% 차로 석패하며 선전했다. 7회 지선에서도 더불어민주당 김대근 후보가 구청장으로 당선되었다.
  - 사하구 : 16대 대선 때 노무현 대통령이 이곳에서 30% 이상의 득표율을 기록했으며 18대 대선에서도 문재인 대통령이 40% 이상의 득표율을 기록했다. 3당 합당 이후 민주 정당이 부산에서 가장 먼저 뿌리내린 곳으로 사하구 을에서 조경태 의원이 3선에 성공했다. 20대 총선을 앞두고 조경태 의원이 보수 정당으로 이적하면서 상실했지만 대신 사하구 갑에서 최인호 후보가 당선되었고 이후 21대 총선에서도 재선에 성공했다. 7회 지선에서도 더불어민주당 김태석 후보가 구청장에 당선되었다.

- 경상남도
  - 김해시 : 노무현 대통령의 고향답게 영남 전역을 통틀어 민주 정당 지지세가 가장 강한 곳이다. 노무현, 문재인 두 대통령 모두 영남 전역을 통틀어 김해에서 가장 높은 득표율을 기록했다. 특히 18대 대선 때 문 대통령이 김해에서 기록한 47.5%란 득표율은 현재까지도 3당 합당 이후 민주 정당 소속 후보가 대선에서 기록한 경남 지역 최고 득표율로 남아 있다. 17대 총선 때 김해시 갑에서 열린우리당 김맹곤 후보, 김해시 을에서 열린우리당 최철국 후보가 당선된 것을 시작으로 보수 정당과 격전을 벌였다가 2010년대에 들어 완전히 텃밭이 되었다. 김해시 갑에선 더불어민주당 민홍철 의원이 경남 최초로 3선에 성공했고 김해시 을에서도 같은 당 김정호 의원이 재선에 성공했다. 지방선거에서도 김맹곤-허성곤 시장이 각각 연임에 성공했다.
  - 양산시 : 16대 대선 때 노무현 대통령이 이곳에서 30% 이상의 득표율을 기록했으며 18, 19대 대선에서도 문재인 대통령이 40% 이상의 득표율을 기록했다. 단일 선거구 시절부터 송인배 후보가 이곳에 4번을 출마했으나 그 중 3번을 모두 접전 끝에 4% 내외의 격차로 석패한 바 있다. 20대 총선 때 양산시 갑과 양산시 을로 분구되었는데 후자에선 보수 후보들 간 표 분산에 힘입어 서형수 후보가 당선되며 양산시 최초의 민주당 국회의원이 되었다. 반면 전자에선 국민의당 후보와의 표 분산 탓에 송인배 후보가 또 4.8% 차로 석패했다. 21대 총선에서도 양산시 을에서 김두관 후보가 지역구 수성에 성공했다.[17]

## 같이 보기
- 동진전략
- 낙동강
- 노무현
- 친노
- 문재인
- 친문
- 강남3구
- 한강 벨트